# L'Assiette au Beurre
L'Assiette au Beurre va ser una revista satírica il·lustrada francesa, de tiratge setmanal, publicada entre el 1901 i el 1912. Fundada per Samuel Schwarz, el seu primer número va aparèixer el 4 d'abril de 1901. Políticament es manifestava en contra dels enemics de la Tercera República francesa i incloïa sovint contingut anticlerical.
Hi van col·laborar artistes com Théophile Alexandre Steinlen, Charles Lucien Léandre, Adolphe Willette, Jean-Louis Forain, Caran d'Ache, Albert Robida, Henri-Gabriel Ibels, Fernand Louis Gottlob, Abel Faivre, Henry Gerbault, Francisque Poulbot, Albert Guillaume, Jules-Alexandre Grün, Leonetto Cappiello, Félix Vallotton, Juan Gris, František Kupka, Jacques Villon, Louis Marcoussis, Kees van Dongen o Javier Gosé, entre d'altres.